# Lupina (računalništvo)
Lupína (angleško shell) je v računalništvu kos programske opreme, ki zagotavlja uporabniški vmesnik. Po navadi se izraz nanaša na lupino operacijskega sistema, ki zagotavlja dostop do uslug njegovega jedra. Izraz se ohlapno uporablja tudi za aplikacije in lahko vključuje katerokoli programsko opremo, ki je »zgrajena okrog« določene komponente, kot so na primer spletni brskalniki ali poštni odjemalci, ki so »lupine« za prikazovalne pogone HTML. Angleško ime shell izhaja iz lupin zunanjega sloja vmesnika med uporabnikom in drobovjem operacijskega sistema (jedrom).